# Озчивит, Бурак
Бура́к О́зчивит (тур. Burak Özçivit, род. 24 декабря 1984, Стамбул) — турецкий актёр. Наиболее известен по ролям в телесериалах «Великолепный век» (2011—2013), «Королёк — птичка певчая» (2013—2014), «Чёрная любовь» (2015—2017) и «Основание: Осман» (2019—).

## Жизнь и карьера
Бурак Озчивит родился 24 декабря 1984 года в Стамбуле. Он окончил факультет кино, изобразительного искусства и фотографии в университете Мармара в Стамбуле. С 2003 по 2007 годы работал в модельном бизнесе. В 2003 году получил награду «Лучшая модель Турции», а в 2005 году занял второе место в конкурсе «Лучшая модель мира».
С 2006 года играет в кино и на телевидении. Участие в сериалах «Великолепный век» и «Королёк — птичка певчая» принесло Озчивиту мировую популярность.
У актёра есть сестра по имени Бурчун Дениз.

## Роль в российском кино
В 2024 году Бурака Озчивита впервые пригласили на съёмки российского комедийного фильма «Ёлки 11», где он сыграет одного из ключевых героев новогодней истории.

## Личная жизнь
В 2015 году начал встречаться с актрисой Фахрие Эвджен. Они обручились 9 марта 2017 года в Германии и поженились 29 июня 2017 года в Стамбуле. 13 апреля 2019 года в Американском госпитале в Стамбуле у супругов родился сын Каран. В январе 2023 родился второй сын Керем.

## Фильмография
| Год          |   | Русское название        | Оригинальное название | Роль                    |
| ------------ | - | ----------------------- | --------------------- | ----------------------- |
| 2006         | с | Минус 18                | Eksi 18               | комиссар Мурат Акинджи  |
| 2007         | с | Муж по принуждению      | Zoraki Koca           | Омер Озполат            |
| 2007         | ф | Заражённый              | Musallat              | Суат                    |
| 2008—2009    | с | Семейный дом            | Baba Ocağı            | Гювен                   |
| 2010         | с | Предательство           | İhanet                | Эмир                    |
| 2010—2011    | с | Маленькие секреты       | Küçük Sırlar          | Четин Атешоглу          |
| 2011—2013    | с | Великолепный век        | Muhteşem Yüzyıl       | Малкочоглу Бали-бей     |
| 2013         | ф | Зарафа                  | Zarafa                | Хасан (турецкий дубляж) |
| 2013—2014    | с | Королёк — птичка певчая | Çalıkuşu              | Кямран                  |
| 2015         | ф | Любовь похожа на тебя   | Aşk Sana Benzer       | Али                     |
| 2015—2017    | с | Чёрная любовь           | Kara Sevda            | Кемаль Сойдере          |
| 2016         | ф | Мой брат                | Kardeşim Benim        | Хакан                   |
| 2017         | ф | Мой брат 2              | Kardeşim Benim 2      | Хакан                   |
| 2018         | ф | Жизнь отдам             | Can Feda              | капитан Альпарслан      |
| 2019 — н. в. | с | Основание: Осман        | Kuruluş: Osman        | Осман I                 |
| 2024         | ф | Ёлки 11                 | Ёлки 11               | играет самого себя      |